# Dance Dance Danseur
Dance Dance Danseur (ダンス・ダンス・ダンスール?, Dansu Dansu Dansūru) è un manga scritto e disegnato da George Asakura, serializzato nella rivista Weekly Big Comic Spirits di Shōgakukan dal 14 settembre 2015. Un adattamento anime, prodotto da MAPPA e diretto da Munehisa Sakai, è stato trasmesso dal 9 aprile al 18 giugno 2022.

## Trama
Junpei Murao non amava la danza classica, ma dopo aver visto un uomo eseguirla, si ritrova improvvisamente affascinato da quest'arte. Suo padre muore in un tragico incidente e Junpei rinuncia alla danza perché non la considera adatta a un uomo. Tuttavia, un giorno, una compagna di classe di nome Miyako Godai si avvicina a lui dopo averlo visto eseguire un salto davanti ai suoi compagni di classe, e risveglia a Murao il suo grande amore per la danza classica.

## Media

### Manga
Il manga, scritto e disegnato da George Asakura, viene serializzato dal 14 settembre 2015 sulla rivista Weekly Big Comic Spirits edita da Shōgakukan. I capitoli vengono raccolti in volumi tankōbon dal 12 febbraio 2016.
In Italia la serie viene pubblicata da Edizioni BD sotto l'etichetta J-Pop dal 13 aprile 2022. La traduzione dei testi è curata da Federica Sette (volumi 1-12) e Mattia Amione (dal volume 13), mentre il lettering è realizzato da Nicola Burgarella.

#### Volumi
| Nº | Data di prima pubblicazione | Data di prima pubblicazione | Data di prima pubblicazione | Data di prima pubblicazione |
| Nº | Giapponese                  | Giapponese                  | Italiano                    | Italiano                    |
| -- | --------------------------- | --------------------------- | --------------------------- | --------------------------- |
| 1  | 12 febbraio 2016            | ISBN 978-4-09-187449-8      | 13 aprile 2022              | ISBN 978-88-349-0957-7      |
| 2  | 12 maggio 2016              | ISBN 978-4-09-187607-2      | 18 maggio 2022              | ISBN 978-88-349-1007-8      |
| 3  | 12 settembre 2016           | ISBN 978-4-09-187775-8      | 22 giugno 2022              | ISBN 978-88-349-1059-7      |
| 4  | 12 dicembre 2016            | ISBN 978-4-09-189331-4      | 20 luglio 2022              | ISBN 978-88-349-1065-8      |
| 5  | 12 aprile 2017              | ISBN 978-4-09-189435-9      | 24 agosto 2022              | ISBN 978-88-349-1094-8      |
| 6  | 12 luglio 2017              | ISBN 978-4-09-189632-2      | 14 settembre 2022           | ISBN 978-88-349-1130-3      |
| 7  | 12 ottobre 2017             | ISBN 978-4-09-189658-2      | 5 ottobre 2022              | ISBN 978-88-349-1163-1      |
| 8  | 30 novembre 2016            | ISBN 978-4-09-189239-3      | 16 novembre 2022            | ISBN 978-88-349-1200-3      |
| 9  | 12 aprile 2018              | ISBN 978-4-09-189855-5      | 21 dicembre 2022            | ISBN 978-88-349-1241-6      |
| 10 | 9 agosto 2018               | ISBN 978-4-09-860002-1      | 5 gennaio 2023              | ISBN 978-88-349-1242-3      |
| 11 | 12 novembre 2018            | ISBN 978-4-09-860182-0      | 8 febbraio 2023             | ISBN 978-88-349-1243-0      |
| 12 | 12 febbraio 2019            | ISBN 978-4-09-860216-2      | 8 marzo 2023                | ISBN 978-88-349-1917-0      |
| 13 | 10 maggio 2019              | ISBN 978-4-09-860281-0      | 5 aprile 2023               | ISBN 978-88-349-1918-7      |
| 14 | 9 agosto 2019               | ISBN 978-4-09-860377-0      | 3 maggio 2023               | ISBN 978-88-349-2033-6      |
| 15 | 12 dicembre 2019            | ISBN 978-4-09-860458-6      | 7 giugno 2023               | ISBN 978-88-349-2074-9      |
| 16 | 12 marzo 2020               | ISBN 978-4-09-860561-3      | 5 luglio 2023               | ISBN 978-88-349-2152-4      |
| 17 | 11 giugno 2020              | ISBN 978-4-09-860631-3      | 9 agosto 2023               | ISBN 978-88-349-2153-1      |
| 18 | 12 ottobre 2020             | ISBN 978-4-09-860748-8      | 11 ottobre 2023             | ISBN 978-88-349-2154-8      |
| 19 | 12 gennaio 2021             | ISBN 978-4-09-860805-8      | 6 dicembre 2023             | ISBN 978-88-349-1260-7      |
| 20 | 12 aprile 2021              | ISBN 978-4-09-861076-1      | 14 febbraio 2024            | ISBN 978-88-349-1299-7      |
| 21 | 10 settembre 2021           | ISBN 978-4-09-861121-8      | 3 aprile 2024               | ISBN 978-88-349-1342-0      |
| 22 | 28 dicembre 2021            | ISBN 978-4-09-861207-9      | 12 giugno 2024              | ISBN 978-88-349-2704-5      |
| 23 | 30 marzo 2022               | ISBN 978-4-09-861261-1      | 18 settembre 2024           | ISBN 978-88-349-2853-0      |
| 24 | 30 agosto 2022              | ISBN 978-4-09-861395-3      | 18 dicembre 2024            | ISBN 978-88-349-3086-1      |
| 25 | 12 aprile 2023              | ISBN 978-4-09-861500-1      | 26 marzo 2025               | ISBN 978-88-349-3279-7      |
| 26 | 9 agosto 2023               | ISBN 978-4-09-862539-0      | 18 giugno 2025              | ISBN 978-88-349-3520-0      |
| 27 | 12 dicembre 2023            | ISBN 978-4-09-862615-1      | settembre 2025              | ISBN 978-88-349-3643-6      |
| 28 | 11 aprile 2024              | ISBN 978-4-09-862688-5      | —                           | —                           |
| 29 | 12 novembre 2024            | ISBN 978-4-09-863028-8      | —                           | —                           |
| 30 | 12 maggio 2025              | ISBN 978-4-09-863416-3      | —                           | —                           |

### Anime

Logo della serie

Nell'aprile 2021 è stato annunciato un adattamento anime del manga. La serie è prodotta da MAPPA e diretta da Munehisa Sakai, con Yoshimi Narita che scrive la sceneggiatura della serie, Hitomi Hasegawa che si occupa del character design e Michiru che compone la colonna sonora. È stato trasmesso in Giappone dal 9 aprile al 18 giugno 2022 nel blocco Animeism su MBS, TBS e altre reti. La sigla d'apertura è Narihibiku kagiri cantata da Yuki mentre quella di chiusura è Kaze, hana di Hitorie.
Disney+ ha acquisito i diritti esclusivi di streaming della serie in Giappone nel portale Star. Crunchyroll ha concesso in licenza la serie al di fuori dell'Asia. Medialink ha invece acquistato i diritti di distribuzione per il sud-est asiatico e nell'Asia meridionale.

#### Episodi
| Nº | Titolo italiano Giapponese 「Kanji」 - Rōmaji                                                                                        | In onda        | In onda |
| Nº | Titolo italiano Giapponese 「Kanji」 - Rōmaji                                                                                        | Giapponese     |         |
| 1  | Ma figurati se faccio danza classica! 「やるわけねーだろ、バレエなんて！」 - Yaru wake nē daro, barē nante!                          | 9 aprile 2022  |         |
| 2  | Ma... non posso mica esserci amico! 「これはっ……友達になれないタイプだっ！」 - Kore wa...... tomodachi ni narenai taipu da!          | 16 aprile 2022 |         |
| 3  | Cosa vuol dire essere virili? 「男らしいって、なんだ？」 - Otokorashiitte, nanda?                                                    | 23 aprile 2022 |         |
| 4  | Ora posso fare danza classica, sì! 「俺、もうバレエ踊っていいんだッ、ぜっ」 - Ore, mō barē odotte iin da, ze                         | 30 aprile 2022 |         |
| 5  | Morire?! Ma anche no! 「死ね、ねーだろっ」 - Shine, nē daro                                                                          | 7 maggio 2022  |         |
| 6  | Io... perché faccio danza classica? 「俺、なんでバレエやってんだ？」 - Ore, nande barē yatten da?                                    | 14 maggio 2022 |         |
| 7  | Aaah... che imbarazzo 「ひぃ〜、もうっ、恥っ」 - Hī, mō, hazu                                                                        | 21 maggio 2022 |         |
| 8  | Ah, voglio rifarlo! 「あ―もっかいやりてぇーっ！！」 - Ā mokkai yaritē!!                                                              | 28 maggio 2022 |         |
| 9  | Anch'io voglio diventare più bravo, che credi?! 「俺だって、もっと上手くなりてぇんだよっ！」 - Ore datte, motto umaku naritēn da yo! | 4 giugno 2022  |         |
| 10 | Miyako... deve restare al suo fianco 「都は、あいつの側に……いてやんなきゃ」 - Miyako wa, aitsu no soba ni......ite yannakya          | 11 giugno 2022 |         |
| 11 | Ah, mi sa... che amo davvero la danza classica 「あ、俺、クラシックバレエ、好きかも」 - A, ore, kurashikku barē, suki ka mo          | 18 giugno 2022 |         |

## Accoglienza
Dance Dance Danseur è stata una delle opere consigliate dalla giuria al 23° Japan Media Arts Festival nel 2020.